# Mary Fulbrook
Mary Jean Alexandra Fulbrook, (née Wilson le 28 novembre 1951) est une universitaire et historienne britannique. Depuis 1995, elle est professeur d'histoire allemande à l'University College de Londres. Elle est une chercheuse réputée dans un large éventail de domaines, notamment la religion et la société dans l’Europe moderne, les dictatures allemandes du XXe siècle, l’Europe après l’Holocauste, ainsi que l’historiographie et la théorie sociale.

## Jeunesse
Fulbrook est née Mary Jean Alexandra Wilson le 28 novembre 1951 d'Arthur Wilson et Harriett C. Wilson (née Friedeberg). Elle fait ses études à la Sidcot School, un externat et internat privé du Somerset, et à la King Edward VI High School, une école indépendante réservée aux filles à Birmingham. Elle étudie ensuite au Newnham College de Cambridge. En 1973, elle obtient une mention au baccalauréat ès arts (BA) ; celui-ci est converti en Master of Arts (MA Cantab) en 1977. Elle part ensuite aux États-Unis où elle entreprend des études supérieures à l'Université Harvard. Elle obtient sa maîtrise ès arts (AM) en 1975 et son doctorat (PhD) en 1979.

## Carrière académique
Fulbrook commence sa carrière universitaire en tant que chargée de cours temporaire à la London School of Economics pour l'année universitaire 1977/1978 et à l'Université Brunel pour 1978/1979. Elle reçoit ensuite la bourse de recherche Lady Margaret à New Hall, Cambridge de 1979 à 1982, et est associée de recherche au King's College de Londres de 1982 à 1983,.
Le 1er octobre 1983, Fulbrook rejoint l'University College de Londres (UCL) en tant que chargée de cours. Elle est promue maitresse de conférences en histoire allemande en 1991 et nommée professeur d'histoire allemande en 1995. Elle dirige le département d'allemand de l'UCL de 1995 à 2006 et est doyenne exécutive de sa Faculté des sciences sociales et historiques de 2013 à 2018.
Fulbrook est la première femme présidente de la Société d'histoire allemande et, avec Richard J. Evans, est l'un des rédacteurs fondateurs de sa revue, German History,.
En 2007, Fulbrook est élue Fellow de la British Academy (FBA). Elle est également membre élue de la Royal Historical Society (FRHistS). Pour sa monographie, Reckonings, Fulbrook remporte le prix d'histoire Wolfson 2019 et l'un des deux prix Cundill « Reconnaissance de l'excellence » décernés en 2019.

## Vie privée
En 1973, Mary Wilson épouse Julian Fulbrook. Ensemble, ils ont une fille et deux fils.

## Publications
- German National Identity after the Holocaust, Cambridge : Polity Press, 1999.
- Historical Theory, Routledge, 2003.
- The People's State: East German Society from Hitler to Honecker, New Haven, Connecticut ; Londres : Presse universitaire de Yale, 2008 (OCLC 227926611).
- Power and Society in the GDR, 1961-1979 : la « normalisation du pouvoir » ?. New York : Livres Berghahn, 2008  (ISBN 9781782381013), (OCLC 822668120).
- German History Since 1800. Londres, Bloomsbury Academic, 2010. (ISBN 9780340692004), (OCLC 798041686).
- Dissonant Lives: Generations and Violence Through the German Dictatorships. Oxford, Presse universitaire d'Oxford, 2011  (ISBN 9780198799535), (OCLC 1013509462).
- A Small Town Near Auschwitz: Ordinary Nazis and the Holocaust. Presse de l'Université d'Oxford. 2012  (ISBN 9780199679256), (OCLC 809529765)[11].
- Reckonings: Legacies of Nazi Persecution and the Quest for Justice. Presse de l'Université d'Oxford. 2018  (ISBN 9780198811237), (OCLC 1073833810)[12].